# Stomatodexia quadrimaculata
Stomatodexia quadrimaculata är en tvåvingeart som först beskrevs av Walker 1853.  Stomatodexia quadrimaculata ingår i släktet Stomatodexia och familjen parasitflugor. Inga underarter finns listade i Catalogue of Life.